# Shadrack Kiptoo Biwott
Shadrack Kiptoo Biwott (* 15. Februar 1985) ist ein US-amerikanischer Langstreckenläufer.

## Leben
Biwott wuchs in Albuquerque, New Mexico auf. Shadrack besuchte die La Cueva High School und belegte am 8. November 2003 mit einer Zeit von 15:23,00 min bei den Cross-Country-Meisterschaften des Bundesstaates New Mexico den ersten Platz in diesem Bundesstaat.

## Ausbildung
Biwott machte einen Abschluss an der University of Oregon, an der er mehrere Male All-American wurde.
Er wurde 2008 Athlet des Jahres.
Biwott erhielt 2007 Langlaufauszeichnungen und wurde zum Pac-10-Athleten des Jahres ernannt, weil er seinen ersten Pac-10-xc-Titel gewann.
Er feierte 2007 sein Debüt beim Stanford Cardinal Track and Field Invitational 2007 und gewann in 29:00,52 min auf 10.000 Metern eine vorläufige Marke der NCAA.
| University of Oregon     | University of Oregon               | University of Oregon      | University of Oregon               | University of Oregon                                             | University of Oregon                                              | University of Oregon              |
| Schuljahr                | Pacific-12 Conference Crosslauf    | NCAA Division 1 Crosslauf | MPSF Halle                         | NCAA Division 1 Halle                                            | Pac-12 Conference Freiluft                                        | NCAA Division 1 Freiluft          |
| ------------------------ | ---------------------------------- | ------------------------- | ---------------------------------- | ---------------------------------------------------------------- | ----------------------------------------------------------------- | --------------------------------- |
| 2008-09                  | 5. Platz (23:42,5 min)             | 9. Platz (29:43,4 min)    |                                    | 3000 m: 11. Platz (8:06,12 min) 5000 m: 10. Platz (14:07,81 min) | 5000 m: 2. Platz (13:52,79 min) 10.000 m: 2. Platz (29:03,47 min) | 5000 m: 8. Platz (14:11,45 min)   |
| 2007-08                  | 1. Platz (22:55 min)               | 9. Platz (29:55,9 min)    |                                    |                                                                  | 5000 m: 14. Platz (14:35,93 min)                                  |                                   |
| 2006-07                  | 6. Platz (23:28,89 min)            | 98. Platz (32:37,0 min)   |                                    |                                                                  | 5000 m: 7. Platz (14:17,02 min) 10.000 m: 3. Platz (29:11,66 min) | 10.000 m: 9. Platz (29:13,43 min) |
| University of New Mexico |                                    |                           |                                    |                                                                  |                                                                   |                                   |
| Schuljahr                | Mountain West Conference Crosslauf | NCAA Division 1 Crosslauf | Mountain West Conference Halle     | NCAA Division 1 Halle                                            | Mountain West Conference Freiluft                                 | NCAA Division 1 Freiluft          |
| 2004-05                  | 1. Platz (24:44,0 min)             | 14. Platz (31:16,9 min)   |                                    |                                                                  | 800 m: 3. Platz (1:51,41 min)                                     |                                   |
| 2004-05                  | 1. Platz (24:44,0 min)             | 14. Platz (31:16,9 min)   | Meilenlauf: 6. Platz (4:19,38 min) |                                                                  | 1500 m: 2. Platz (3:53,66 min)                                    |                                   |

## Karriere
Nach dem Abschluss seines Studiums in Oregon unterschrieb Biwott bis 2012 bei Trainer Mark Rowland, der den Oregon Track Club leitete, zu trainieren. Biwott wurde US-Bürger und zog 2012 nach Folsom. Er erreichte beim Twin Cities Marathon in Minnesota in 2:13:26 h das Ziel.
2014 wurde Biwott von ASICS gesponsert. Bei den Halbmarathon-Weltmeisterschaften 2014 belegte er den 39. Platz. 2014 erreichte Biwott mit einer Zeit von 2:12:55 h den 14. Platz beim Frankfurt Marathon.
Mit einer Zeit von 2:15:23 h belegte er beim U.S. Olympic Trials Marathon in Los Angeles den 7. Platz. Beim New-York-City-Marathon 2016 wurde er Fünfter.
Beim Boston-Marathon 2017 wurde er Vierter. Biwott nimmt seit dem 27. April 2017 am Hanson Brooks Project teil. Beim Boston-Marathon 2018 belegte er den dritten Platz. Beim Boston-Marathon 2019 wurde Biwott 15.